# 冥徳祭
冥徳祭（めいとくさい）とは、阿含宗が毎月16日に京都市の阿含宗本山で行う先祖供養のイベントである。成仏できずに苦しんでいる不成仏霊を成仏させる冥徳供養法を修し、先祖の助けをいただくとされるイベントである。
この供養法は、チベット仏教ニンマ派より授けられたとされる秘経をもとに二つの秘法「調伏法」と「召霊法」を体得したと自称する桐山靖雄が考案したもので、阿含宗のみが持つ先祖供養法と宣伝している。
冥徳講講員になると、冥徳供養法による先祖の供養を家庭で簡単におこなうことができる。
冥徳祭は、毎16日午後2時30分から、通常、総本殿にて護摩法要と法話があり、その模様はネットワーク中継によって同時に関東別院をはじめ全国の本部、各地区道場等に配信されている。